# Manel Solàs
Manuel Solàs (Barcelona, 1943) és un actor barceloní. El 1960 inicia els seus estudis a l'Institut del Teatre de Barcelona. Ha participat a infinitat de muntatges teatrals sota la direcció, entre d'altres, de Lluís Pasqual, Feliu Formosa, Pere Daussà, Enric Cervera, Ricard Salvat, James de Paul, Paco Morán, Jaume Nadal, Ricard Reguant, Esteve Polls, Jordi Teixidor, Joan Lluís Bozzo, Sergi Schaff, Arial García Valdés, Pepa Calvo, Teresa Devant, Marta Momblant, Lakhdar Boustila, Marta Timón, Georges Lavaudant i Carlos Atanes.
També ha dirigit teatre, i ha intervingut en televisió i cinema.

## Filmografia com a actor
- 1979: Los bingueros, de Mariano Ozores
- 1991: Manila, d'Antonio Chavarrías
- 1993: Monturiol, el senyor del mar, de Francesc Bellmunt
- 1993: La metamorfosis de Franz Kafka, de Carlos Atanes
- 1993: El laberinto griego, de Rafael Alcázar
- 1995: Metaminds & Metabodies, de Carlos Atanes
- 1996: Assumpte intern, de Carles Balagué
- 1997: La Monyos, de Mireia Ros
- 1999: Els sense nom, de Jaume Balagueró
- 1999: Welcome to Spain, de Carlos Atanes
- 1999: Un banco en el parque, d'Agustí Vila
- 2001: El Velatorio, de Javier Domingo
- 2001: Gaudi Afternoon, de Susan Seidelman
- 2002: Fumata blanca, de Miguel García Borda
- 2004: FAQ: frequently asked questions, de Carlos Atanes
- 2005: El triunfo, de Mireia Ros
- 2007: Próxima, de Carlos Atanes
- 2007: Codex Atanicus, de Carlos Atanes
- 2009: El amor es un suicidio, de Daniel Farriol
- 2010: Agnòsia, de Eugenio Mira
- 2013: Alpha, de Joan Cutrina
- 2012: Gallino, the Chicken System, de Carlos Atanes